# 綠燈 (電影製作)

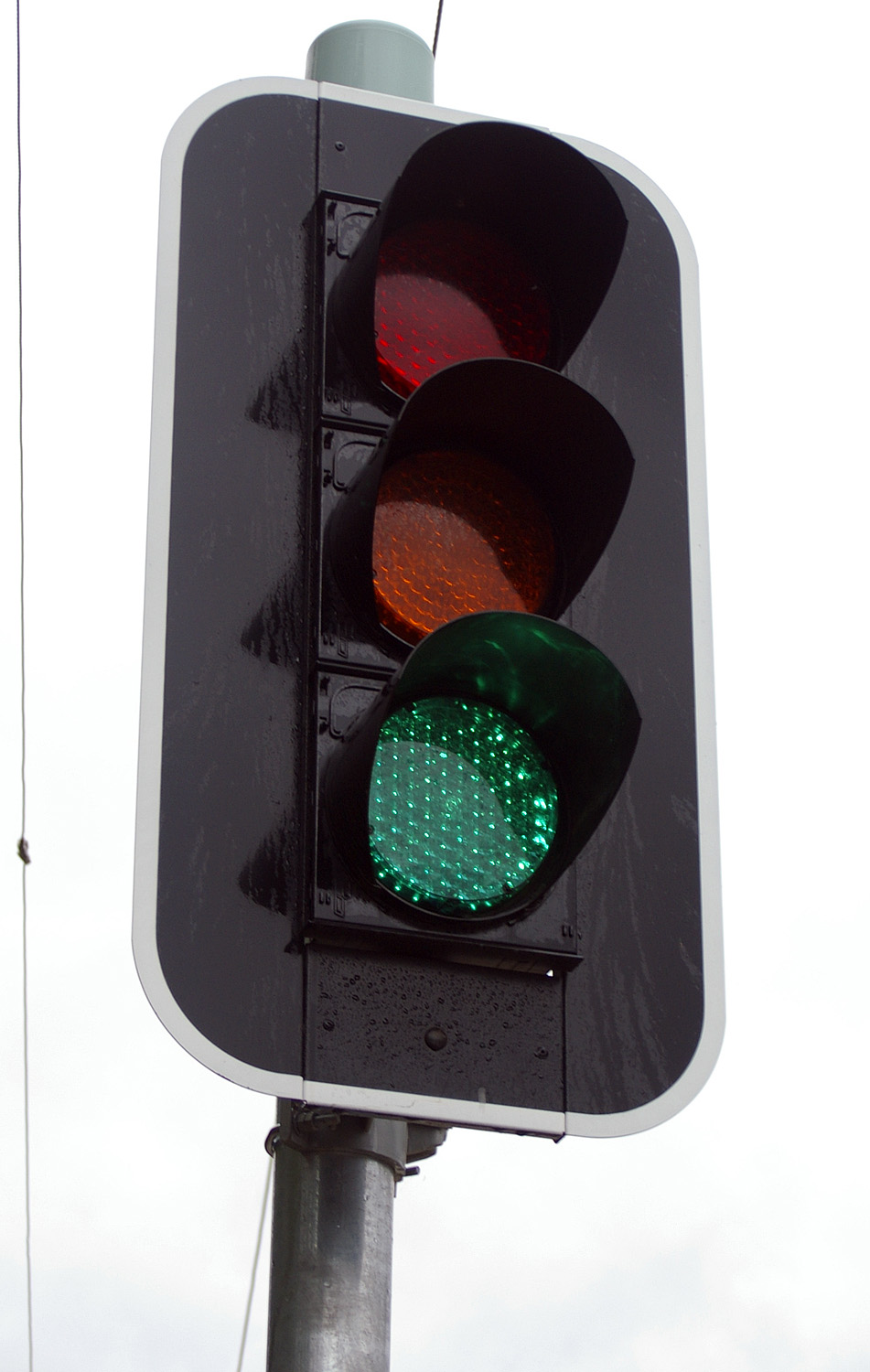
顯示綠燈信號的紅綠燈，代表著「前進」的意義。

綠燈（英語：green-light）是指對於一項計畫下達「准許」或「往前發展」指令的動作。這個字詞是來自紅綠燈上代表「前進」的綠燈信號。在電影和電視業界，對於某項計畫下達「綠燈」指示，是指正式同意核准製作所需的預算，並讓計畫從發展階段前進至前期製作和主體拍攝階段。
下達「綠燈」指令的權力通常是由在組織內掌管計畫或財政的單位所擁有。HBO的實境節目《綠光計畫》（Project Greenlight）以製片計畫從推銷到獲得綠燈認可的過程作為節目主題。
在美國六間主要電影製片廠和其他小型製片廠中，通常是由片廠高階主管組成的委員會來下達「綠燈」指令。然而，片場的主席、董事長或執行長通常有最終裁決的權利。對於預算達到數百萬美元的電影，製片廠母公司的執行長和營運長可能擁有最後是否下達綠燈指令的權力。